# Danza de les Vetes del Corpus Christi de Valencia
La Danza de les Vetes es una de las Dansetes, o danzas infantiles que se interpreta durante la festividad del Corpus Christi en Valencia ciudad. Presenta una concepción del imaginario rural parecida a la de las danzas dels Arquets, Pastorets y Llauradors.

## Historia
Históricamente esta danza no pude considerarse propia del Corpus de Valencia, habiéndose incorporado a los actos muy recientemente al iniciarse el siglo XXI.
Se trata de una danza procesional que tiene origen en el séquito de la Virgen de Sales de Sueca.

## Descripción
Aunque puede parecer un típico baile de cintas, difiere de estos al no estar las cintas (vetes) atadas a ninguna pértiga o palo, por lo que el trenzado y destrenzado de las cintas se hace al aire. En su versión con pértiga llega a tener muchos nombre, según las características de los danzantes o el adorno final de las pértigas de las que parten las cintas, así tenemos las danzas de tejedoras (cuando la bailan niñas), la Carxofa (cuando el extremo superior de la pértiga es una alcachofa que se abre cuando la procesión y de ella salen palomas volando), típica de la fiesta de la Virgen de la Salud de  Algemesí; gitanetes (cuando las bailarinas visten como tales), de La Magrana (típica del Corpus y muy popular en la festividad del Corpus de Valencia, caracterizada porque la final de la pértiga hay una gran granada que al abrirse muestra un viril con la Sagrada Forma), etc
- Vídeo del ensayo de la danza antes de la Cabalgata del Convit

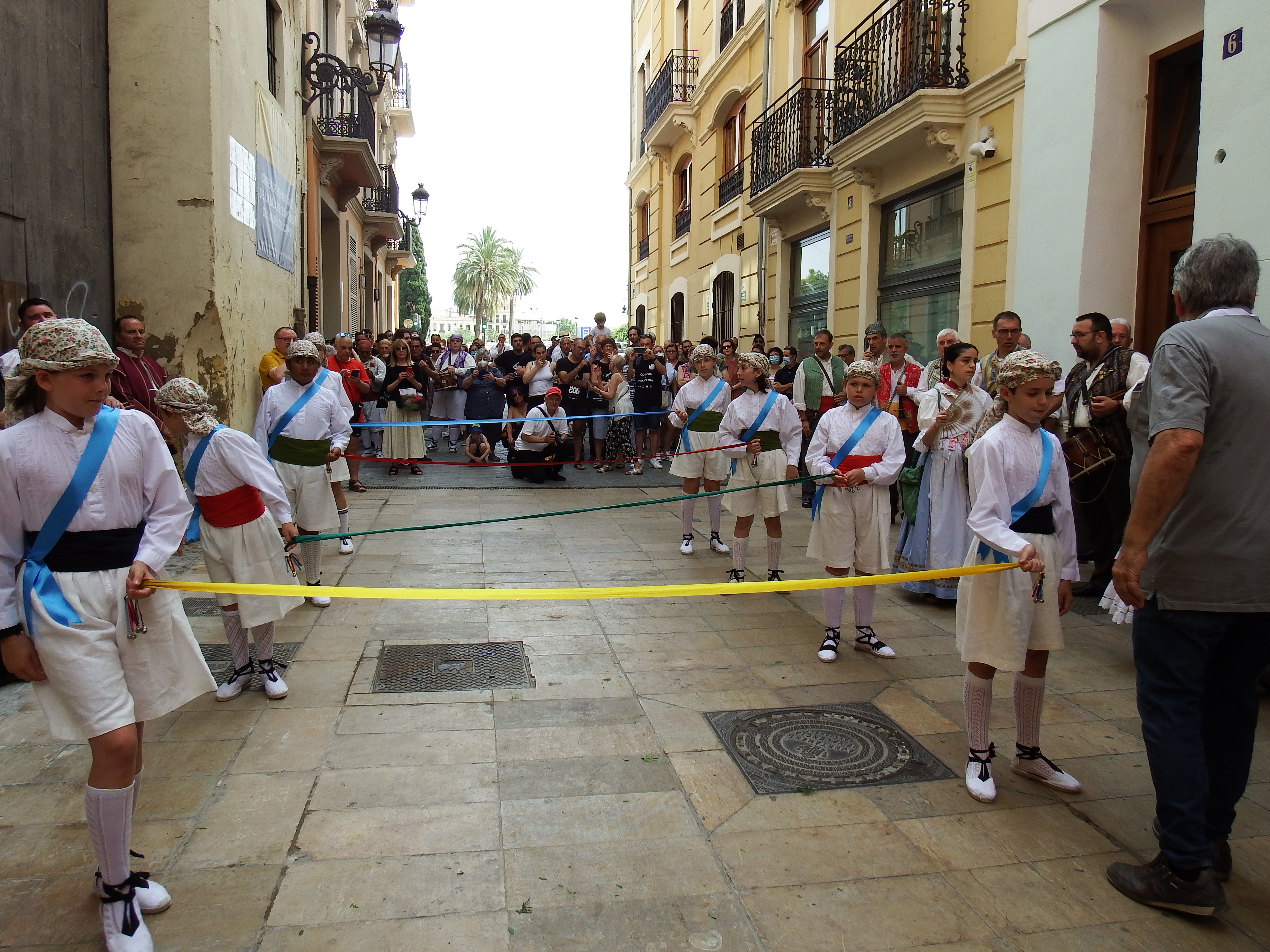
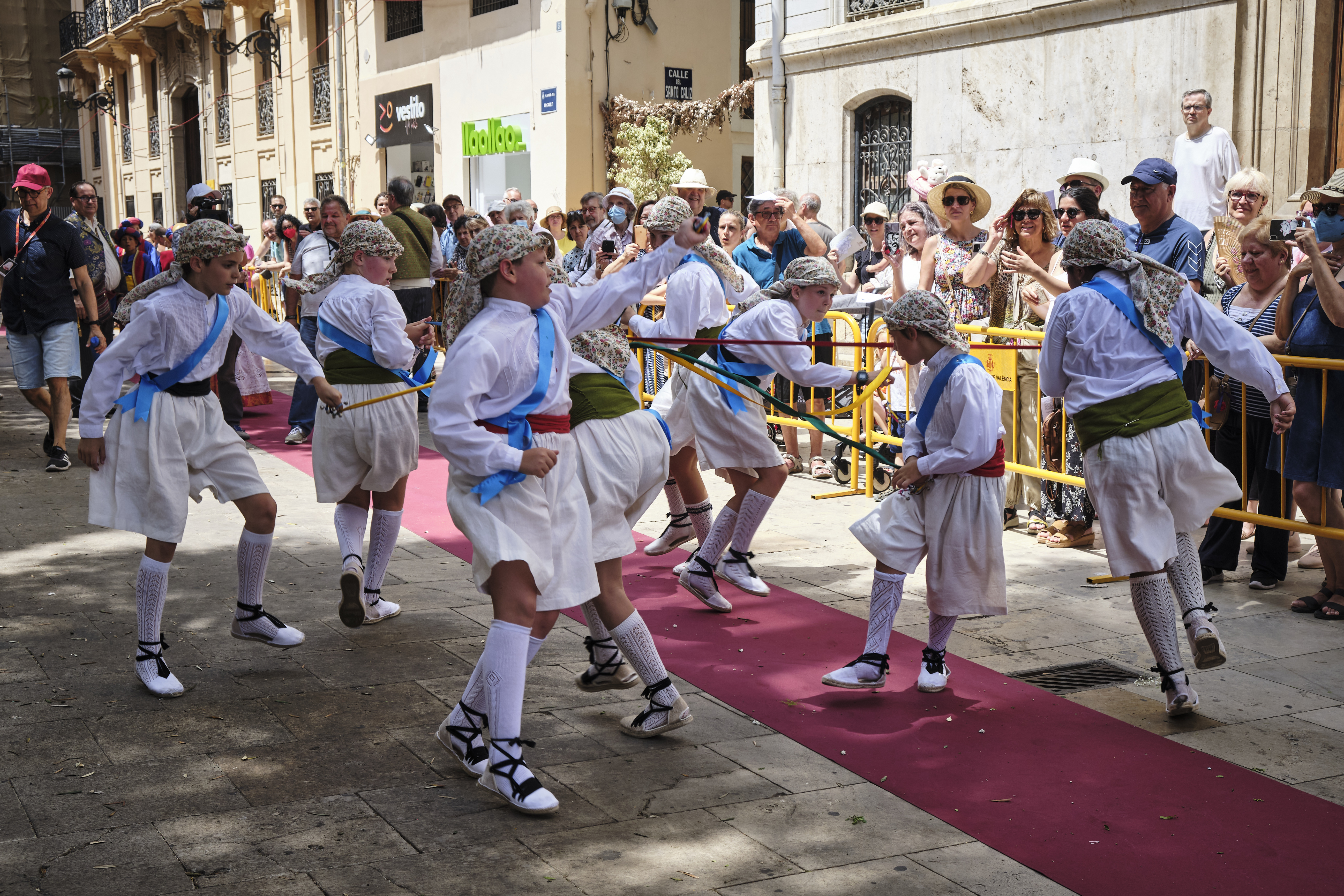
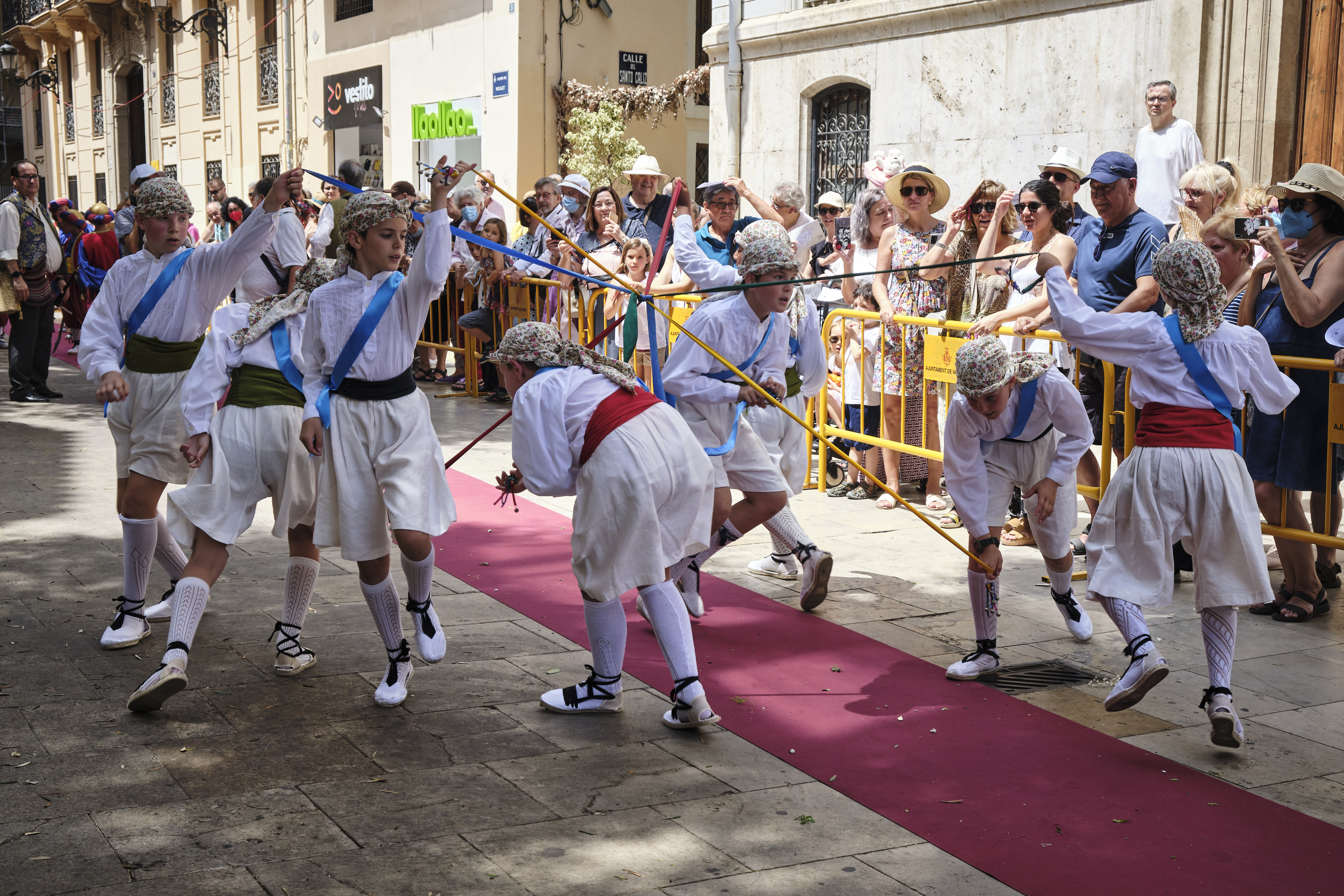
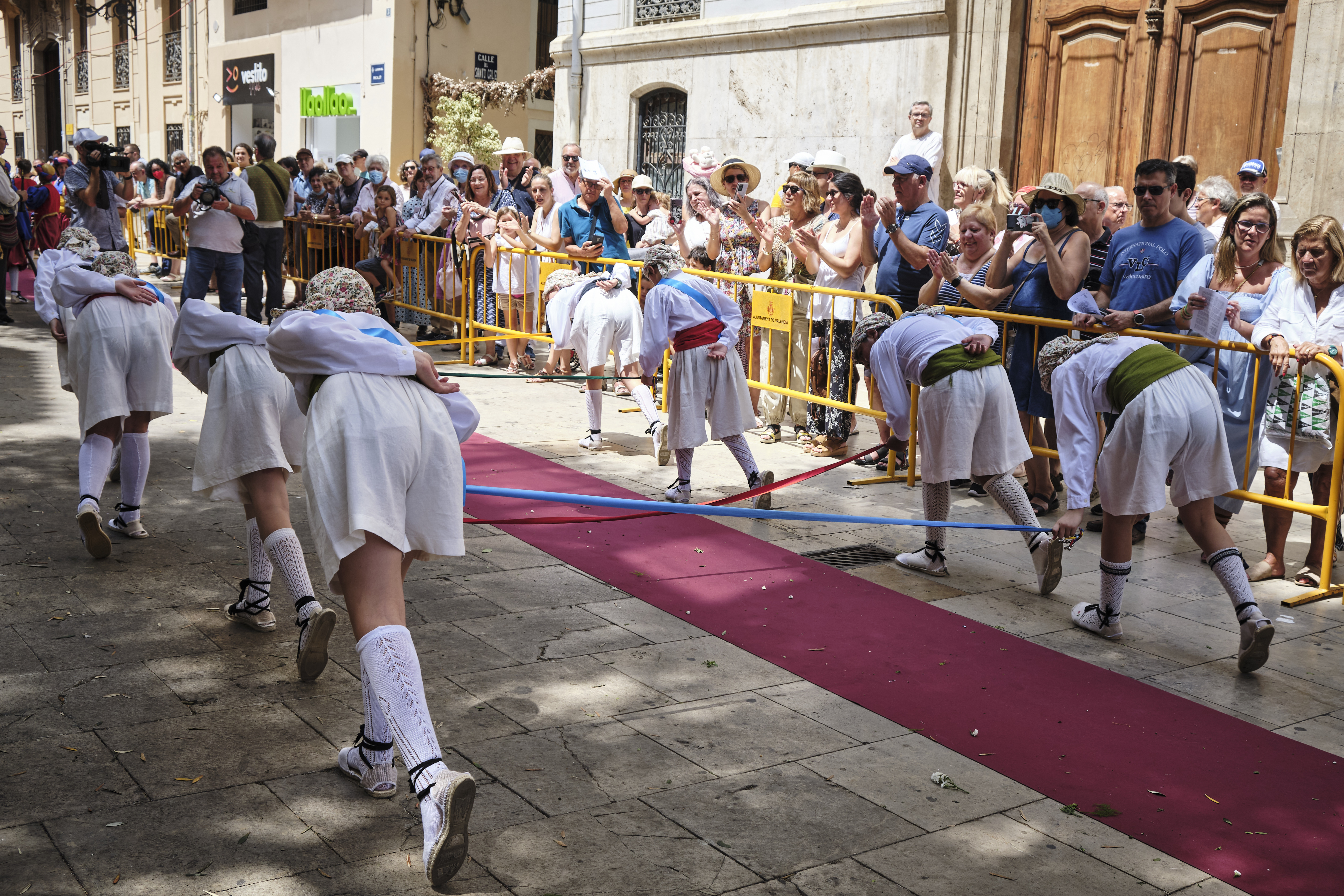

Este tipo de danza consiste en trenzar y destrenzar las cintas que son portadas entre dos danzantes en una de sus manos, ejecutando diferentes figuras y composiciones al tiempo que se trenzan y destrenzan las cintas.